# Ellisella nuctenea
Ellisella nuctenea is een zachte koraalsoort uit de familie Ellisellidae. De koraalsoort komt uit het geslacht Ellisella. Ellisella nuctenea werd in 1999 voor het eerst wetenschappelijk beschreven door Grasshoff. 